# 1132
سنة 1132 كانت سنة بسيطة تبدأ يوم الجمعة (الرابط يظهر نموذج التقويم الكامل للسنة) من التقويم اليولياني.

## مواليد
- سانشو السادس
- أبو الحجاج البلوي

## وفيات
- عمر الخيام.
- ميستسلاف الأول.